# Arrecife
Arrecife település Spanyolországban, Las Palmas tartományban, a Kanári-szigetek Lanzarote szigetén, amelynek fővárosa 1852 óta. (Eredetileg a sziget belső részén elterülő Teguise volt a főváros a kalóztámadások veszélye miatt.) Arrecife Teguise és San Bartolomé községekkel határos. Lakosainak száma 68 169 fő (2024).

## Népesség
A település népessége az elmúlt években az alábbi módon változott:
| Lakosok száma | 45 549 | 51 633 | 56 834 | 59 127 | 56 284 | 56 880 | 59 771 | 62 988 | 63 750 | 68 169 |
|               | 2001   | 2004   | 2007   | 2009   | 2012   | 2014   | 2017   | 2019   | 2022   | 2024   |

## Forrás
- ↑ Alzola: José Miguel Alzola: A Brief History of the Canary Islands. Ford: Ann Ruddock (spanyolról angolra). Las Palmas: El Museo Canario. 1989.  ISBN 84-600-0898-3